# Home Nations Championship 1938
Home Nations Championship 1938 – trzydziesta czwarta edycja Home Nations Championship, mistrzostw Wysp Brytyjskich w rugby union, rozegrana pomiędzy 15 stycznia a 19 marca 1938 roku. Wliczając turnieje w poprzedniej formie, wraz z Pucharem Pięciu Narodów, była to pięćdziesiąta pierwsza edycja tych zawodów. W turnieju zwyciężyła Szkocja, która pokonała wszystkich rywali i tym samym zdobyła Triple Crown.
Zgodnie z ówczesnymi zasadami punktowania dropgol był warty cztery punkty, podwyższenie dwa, natomiast przyłożenie i pozostałe kopy trzy punkty.

## Mecze
| 15 stycznia 1938 | Walia                                        | 14:8(9:3) | Anglia                                   | Cardiff Arms Park, Cardiff Widzów: 40 000 Sędzia: R. Beattie |
| 15 stycznia 1938 | McCarley 3 (P) Rees 3 (P) Jenkins 8 (2K, pd) | 14:8(9:3) | Candler 3 (P) Sever 3 (P) Freakes 2 (pd) | Cardiff Arms Park, Cardiff Widzów: 40 000 Sędzia: R. Beattie |

| 5 lutego 1938 | Szkocja               | 8:6(0:6) | Walia           | Murrayfield Stadium, Edynburg Widzów: 60 000 Sędzia: Cyril Gadney |
| 5 lutego 1938 | Crawford 8 (P, pd, K) | 8:6(0:6) | McCarley 6 (2P) | Murrayfield Stadium, Edynburg Widzów: 60 000 Sędzia: Cyril Gadney |

| 12 lutego 1938 | Irlandia                                                      | 14:36(0:23) | Anglia | Lansdowne Road, Dublin Sędzia: James Ireland |
| 12 lutego 1938 | Bailey 3 (P) Cromey 3 (P) Daly 3 (P) Mayne 3 (P) Crowe 2 (pd) | 14:36(0:23) | Bolton 3 (P) Giles 3 (K) Marshall 3 (P) Nicholson 3 (P) Prescott 3 (P) Reynolds 3 (P) Unwin 3 (P) Parker 15 (6pd, P) | Lansdowne Road, Dublin Sędzia: James Ireland |

| 26 lutego 1938 | Szkocja                                                                       | 23:14(15:3) | Irlandia                                                             | Murrayfield Stadium, Edynburg Sędzia: Cyril Gadney |
| 26 lutego 1938 | Drummond 6 (P, K) Forrest 6 (2P) Macrae 3 (P) Dorward 4 (dg) Crawford 4 (2pd) | 23:14(15:3) | Cromey 3 (P) Moran 3 (P) Morgan 3 (P) O'Loughlin 3 (P) Walker 2 (pd) | Murrayfield Stadium, Edynburg Sędzia: Cyril Gadney |

| 12 marca 1938 | Walia                                                 | 11:5(3:5) | Irlandia                    | St. Helens Ground, Swansea Widzów: 40 000 Sędzia: James Ireland |
| 12 marca 1938 | Clement 3 (P) Taylor 3 (P) Legge 2 (pd) Wooller 3 (P) | 11:5(3:5) | Moran 3 (P) McKibbin 2 (pd) | St. Helens Ground, Swansea Widzów: 40 000 Sędzia: James Ireland |

| 19 marca 1938 | Anglia                                    | 16:21(9:12) | Szkocja                                               | Twickenham Stadium, Londyn Widzów: 70 000 Sędzia: Ivor David |
| 19 marca 1938 | Unwin 3 (P) Parker 9 (3P) Reynolds 4 (dg) | 16:21(9:12) | Dick 3 (P) Renwick 6 (2P) Shaw 6 (2P) Crawford 6 (2K) | Twickenham Stadium, Londyn Widzów: 70 000 Sędzia: Ivor David |

## Inne nagrody
- Triple Crown –  Szkocja (po pokonaniu wszystkich rywali z Wysp Brytyjskich)
- Calcutta Cup –  Szkocja (po zwycięstwie nad Anglią)
- Drewniana łyżka –  Irlandia (za zajęcie ostatniego miejsca w turnieju)